# Liste der Biografien/Stec
Liste der Biografien |
Portal Biografien |
Personensuche
# |
A |
B |
C |
D |
E |
F |
G |
H |
I |
J |
K |
L |
M |
N |
O |
P |
Q |
R |
S |
T |
U |
V |
W |
X |
Y |
Z |
?
 
Sa |
Sb |
Sc |
Sd |
Se |
Sf |
Sg |
Sh |
Si |
Sj |
Sk |
Sl |
Sm |
Sn |
So |
Sp |
Sq |
Sr |
Ss |
St |
Su |
Sv |
Sw |
Sy |
Sz
 
Sta |
Ste |
Sth |
Sti |
Stj |
Stl |
Sto |
Str |
Sts |
Stt |
Stu |
Stv |
Stw |
Sty
 
Stea |
Steb |
Stec |
Sted |
Stee |
Stef |
Steg |
Steh |
Stei |
Stej |
Stek |
Stel |
Stem |
Sten |
Steo |
Step |
Ster |
Stes |
Stet |
Steu |
Stev |
Stew |
Stey |
Stez
Die Liste der Biografien führt alle Personen auf, die in der deutschsprachigen Wikipedia einen Artikel haben. Dieses ist eine Teilliste mit 168 Einträgen von Personen, deren Namen mit den Buchstaben „Stec“ beginnt.

## Stec
- Stec, David (* 1994), österreichischer Fußballspieler
- Stec, Grzegorz (* 1955), polnischer Maler, Grafiker und Lyriker
- Stec, Jakub (* 2005), polnischer Fußballspieler
- Stec, Joey (* 1947), US-amerikanischer Musiker und Komponist
- Stec, Krzysztof (1948–2019), polnischer Radrennfahrer
- Stec, Stanisław (* 1941), polnischer Politiker, Mitglied des Sejm

### Stecc
- Stecca, Loris (* 1960), italienischer Boxer im Superbantamgewicht
- Stecca, Maurizio (* 1963), italienischer Boxer
- Stecchi, Claudio (* 1991), italienischer Stabhochspringer

### Stech
- Stech, Andreas (1635–1697), bedeutender deutscher Maler in Danzig
- Stech, Berthold (1924–2022), deutscher Physiker
- Stech, Fabian (1964–2015), deutscher Kunstkritiker und Autor
- Stech, Hermann (1907–1992), deutscher Versicherungsmanager und -verbandsfunktionär
- Štěch, Marek (* 1990), tschechischer Fußballtorhüter
- Štěch, Milan (* 1953), tschechischer Politiker, Vorsitzender des Senats des Parlaments
- Stech, Paul (1892–1956), deutscher Verwaltungsbeamter und Politiker (SPD), MdB
- Stech, Ralf (* 1972), deutscher Theater- und Filmschauspieler
- Štech, Václav (1859–1947), tschechischer Schriftsteller, Komödienautor und Theaterdirektor
- Stech, Willi (1905–1979), deutscher Pianist, Bandleader und Komponist
- Stechan, Ludwig (1816–1875), deutscher Tischlermeister, Herausgeber und Pionier der Arbeiterbewegung
- Stechbarth, Horst (1925–2016), deutscher Offizier, Stellvertretender Minister für Nationale Verteidigung im Ministerrat der DDR
- Steche, Albert (1862–1943), deutscher Chemiker, Industrieller und Politiker
- Steche, Hermann (1813–1884), deutscher Verwaltungsbeamter und Parlamentarier
- Steche, Lidy (1805–1878), deutsche Konzertsängerin und Salonnière
- Steche, Otto (1834–1908), deutscher Unternehmer
- Steche, Otto Hermann (1879–1945), deutscher Mediziner, Zoologe, Pädagoge
- Steche, Richard (1837–1893), deutscher Kunsthistoriker und Architekt
- Steche, Theodor (1895–1945), deutscher Germanist und Esperantist
- Stechel, Walter (* 1953), deutscher Diplomat
- Stechele, Josef (1929–1997), deutscher Politiker (SPD), MdL Bayern
- Stechele, Ulrich (1941–2001), deutscher Politiker (CDU), MdL, Diplomingenieur und Architekt
- Stechemesser, Helmut (* 1953), deutscher Sportmediziner, Leichtathletiktrainer
- Stecher, Alexander-Klaus (* 1968), deutscher Schauspieler, Talkmaster, Moderator, SängerAlexander-Klaus Stecher (* 1968)

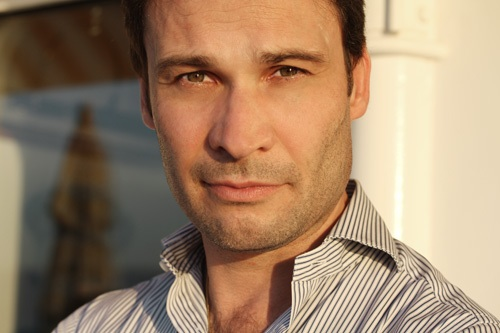
Alexander-Klaus Stecher (* 1968)

- Stecher, Anton (1805–1895), Südtiroler Bürgermeister, Schützenhauptmann (1859 und 1866)
- Stecher, Dino (* 1964), Schweizer Eishockeyspieler und -trainer
- Stecher, Edi, österreichischer Gerechter unter den Völkern
- Stecher, Erich (* 1960), italienischer Maler (Südtirol)
- Stecher, Ernst (1861–1935), deutscher Lehrer und Geologe
- Stecher, Franz (1814–1853), österreichischer Maler
- Stecher, Georg Ludwig (1760–1826), deutscher Jurist und Politiker
- Stecher, Gerta, deutsche Journalistin, Autorin, Regisseurin, Dramaturgin, Fotografin und Diseuse
- Stecher, Hans, Baumeister des Mittelalters
- Stecher, Hans († 1676), deutscher Maurer des Barock
- Stecher, Hans-Edgar (1931–2022), deutscher Schauspieler, Synchronsprecher und Moderator
- Stecher, Hermann (1926–1983), österreichischer Politiker (SPÖ), Landesrat und Landtagsabgeordneter in Vorarlberg
- Stecher, Johann Christoph von (1706–1762), deutscher Verwaltungsjurist und preußischer Beamter
- Stecher, Johann Gottfried (1718–1776), deutscher Tischler und Bildhauer
- Stecher, Johann Paul (1662–1737), Amtmann und Bergwerksfaktor
- Stecher, Josef (1775–1862), Adjutant von Major Martin Teimer während des Tiroler Aufstandes (1809)
- Stecher, Josef (1930–1989), italienischer Politiker (KPI)
- Stecher, Luis Stefan (* 1937), italienischer Dichter und Künstler
- Stecher, Manfred (* 1968), deutscher Sänger, Schauspieler und Pianist
- Stecher, Marian (1754–1832), katholischer Priester, Musiker, Komponist, Chorregent und Musikpädagoge aus Südtirol
- Stecher, Mario (* 1977), österreichischer Nordischer Kombinierer
- Stecher, Reinhold (1921–2013), österreichischer Geistlicher, römisch-katholischer Theologe, Bischof von Innsbruck
- Stecher, Renate (* 1950), deutsche Leichtathletin und OlympiasiegerinRenate Stecher (* 1950)

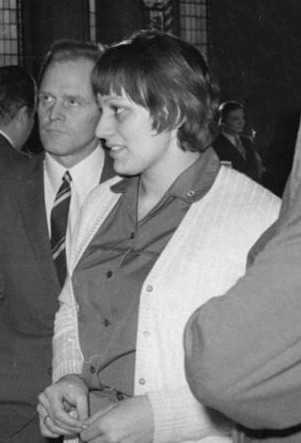
Renate Stecher (* 1950)

- Stecher, Roland (* 1962), österreichischer Grafiker, Ausstellungsdesigner und Installationskünstler
- Stecher, Thomas (* 1961), deutscher Schauspieler, Theaterregisseur, Synchron- und Hörspielsprecher
- Stecher, Troy (* 1994), kanadischer Eishockeyspieler
- Stecher-Borbe, Irmgard (1925–2009), deutsche Malerin und Grafikerin
- Stechert, Gina (* 1987), deutsche Skirennläuferin
- Stechert, Kurt (1906–1958), deutscher Schriftsteller, Publizist und Journalist
- Stechert, Tobias (* 1985), deutscher Skirennläufer
- Stechinelli (1640–1694), Landdrost und Hofbankier der Welfenherzöge
- Stechl, Hans-Albert (* 1949), deutscher Jurist, Rechtsanwalt, Journalist, Autor und Verleger
- Stechmann, Hermann (1840–1900), deutscher Zoologe und Direktor des Zoologischen Gartens Breslau
- Stechmann, Karen (* 1971), deutsche Badmintonspielerin
- Stechmann, Klaus (1935–2016), deutscher Brigadegeneral
- Stechmann, Rudolf (1899–1989), deutscher Politiker (DP), MdL
- Stechow, Andreas von (1943–2013), deutscher Diplomat
- Stechow, Arnim von (* 1941), deutscher Sprachwissenschaftler
- Stechow, Berthold (1865–1941), deutscher Konteradmiral der Kaiserlichen Marine
- Stechow, Christoph Ludwig von (1698–1772), preußischer Generalmajor, Chef des Dragonerregiments Nr. 9
- Stechow, Eberhard (1883–1959), deutscher Zoologe und Konservator
- Stechow, Franz (1879–1929), deutscher Lagerhalter und Politiker
- Stechow, Franz Wolfgang von (1694–1758), kurpfälzischer Kammerherr, Hofrat und preußischer Landrat
- Stechow, Frederike von (1967–2009), deutsche Schauspielerin
- Stechow, Friedrich Edmund (1828–1888), deutscher Reichsgerichtsrat
- Stechow, Friedrich Ludwig von (1771–1839), preußischer Oberst
- Stechow, Friedrich Wilhelm von (1692–1771), preußischer Oberst und Generalintendant der Armee
- Stechow, Friedrich-Leopold von (* 1942), deutscher Wirtschaftsjurist und Manager
- Stechow, Johann Ferdinand von (1718–1778), preußischer Generalleutnant
- Stechow, Johann Karl von (1902–1969), deutscher Botschafter
- Stechow, Jost Friedrich Ludwig von (1719–1760), preußischer Oberstleutnant
- Stechow, Kaspar Heinrich von (1687–1746), preußischer Oberst und Chef des Garnisonsregiments Nr. 6
- Stechow, Walther (1852–1927), deutscher Militärarzt und Pionier der Radiologie
- Stechow, Wolfgang (1896–1974), deutsch-US-amerikanischer Kunsthistoriker

### Steci
- Stecinsky, Tamina (* 1997), deutsche Fußballspielerin

### Steck
- Steck, Aimé (1892–1966), französischer Komponist
- Steck, Albert (1843–1899), Schweizer Politiker
- Steck, Andreas J. (* 1942), Schweizer Neurologe
- Steck, Anton (* 1965), deutscher Violinist und Dirigent
- Steck, Britta (* 1965), deutsche Politikerin (Bündnis 90/Die Grünen)
- Steck, Bruno (* 1971), Schweizer Eishockeyspieler
- Steck, Daniel F. (1881–1950), US-amerikanischer Politiker
- Steck, Dietz-Werner (1936–2016), deutscher Theater- und Fernsehschauspieler
- Steck, Eberhard Friedrich (1760–1837), württembergischer Verwaltungsjurist
- Steck, Hans-Peter (* 1962), deutscher Fußballspieler
- Steck, Jessica (* 1978), südafrikanische Tennisspielerin
- Steck, Johann (1582–1628), Philosophie- und Rechtsgelehrter
- Steck, Johann Christoph Wilhelm von (1730–1797), Rechtswissenschaftler, Richter und Beamter
- Steck, Johann Rudolf († 1805), Schweizer Politiker und Philosoph
- Steck, Johannes (* 1966), deutscher Schauspieler, Hörbuch- und Hörspielsprecher, -produzent und Synchronsprecher
- Steck, Josef (1894–1969), deutscher Lehrer und Schriftsteller
- Steck, Kai-Uwe (* 1971), deutscher Anwalt für Steuerprodukte und Finanzprodukte
- Steck, Karl Gerhard (1908–1983), evangelischer Theologe und Hochschullehrer
- Steck, Leo (1883–1960), Schweizer Maler und Glasmaler
- Steck, Leo John (1898–1950), US-amerikanischer römisch-katholischer Geistlicher und Weihbischof in Salt Lake City
- Steck, Madeleine (* 2002), deutsche Fußballspielerin
- Steck, Marie-Aimée (1776–1821), französisch-schweizerische Schriftstellerin
- Steck, Max (1907–1971), deutsch-schweizerischer Mathematiker und Mathematikhistoriker
- Steck, Odil Hannes (1935–2001), deutscher evangelischer Theologe und Alttestamentler
- Steck, Peter (1941–2023), deutscher Psychologe
- Steck, Rainald (* 1945), deutscher Diplomat
- Steck, Rudolf (1842–1924), Schweizer Theologe und Schriftsteller
- Steck, Ueli (1976–2017), Schweizer ExtrembergsteigerUeli Steck (1976–2017)

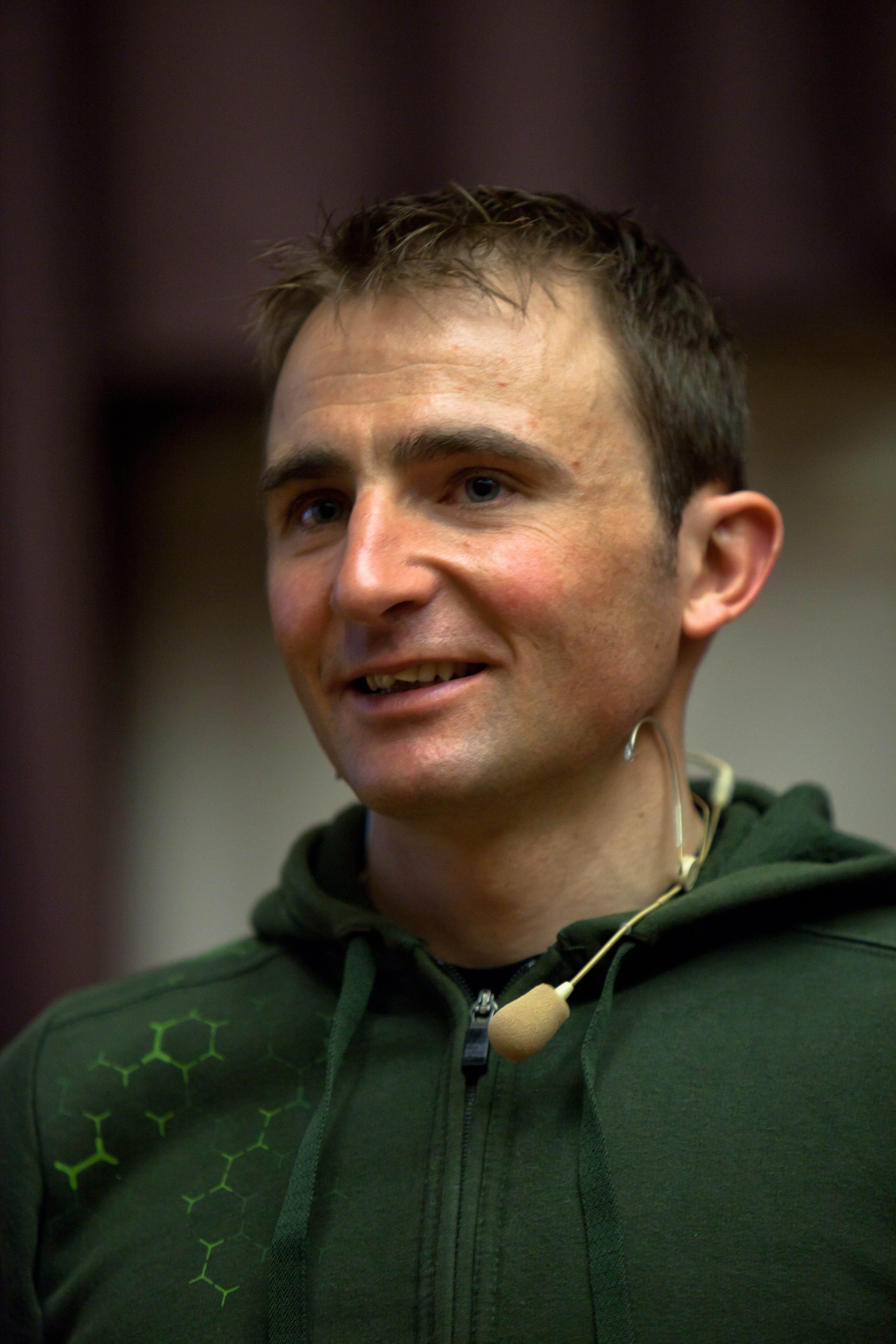
Ueli Steck (1976–2017)

- Steck, Wolfgang (* 1940), deutscher Theologe
- Steck-Hofmann, Theodor (1857–1937), Schweizer Entomologe und Bibliothekar
- Steckar, Marc (1935–2015), französischer Jazzmusiker und Komponist
- Steckbauer, Sonja Maria (* 1961), österreichische Romanistin, Literatur-, Sprach- und Kulturwissenschaftlerin
- Steckel, Adolf (1889–1955), deutscher Politiker (CDU), Landrat des Kreises Rendsburg
- Steckel, Anita (1930–2012), US-amerikanische Künstlerin und Feministin
- Steckel, Dave (* 1982), US-amerikanischer Eishockeyspieler
- Steckel, Ernst (* 1857), deutscher Lehrer und Sachbuchautor
- Steckel, Frank-Patrick (1943–2024), deutscher Theaterregisseur und -intendant
- Steckel, Hanno (* 1972), deutscher Facharzt für Orthopädie und Unfallchirurgie
- Steckel, Jette (* 1982), deutsche Theaterregisseurin
- Steckel, Johann Gottlob Wilhelm (1781–1846), deutscher Pädagoge
- Steckel, Julian (* 1982), deutscher Musiker und Hochschullehrer für Violoncello
- Steckel, Leonard (1901–1971), deutscher Schauspieler, Hörspielsprecher und RegisseurLeonard Steckel (1901–1971)

Leonard Steckel (1901–1971)

- Steckel, Les (* 1946), US-amerikanischer Footballtrainer
- Steckel, Marco (* 1972), deutscher Politiker (SPD), MdL
- Steckel, Margret (* 1934), deutsch-luxemburgische Schriftstellerin
- Steckel, Ronald (1945–2024), deutscher Autor, Komponist, Regisseur und Multimediakünstler
- Steckel, Sita (* 1974), deutsche Historikerin
- Steckelmacher, Moritz (1851–1920), deutscher Rabbiner
- Stecken, Albert (1915–2011), deutscher Offizier, Ausbilder im Dressurreiten, Bundestrainer (1971–1974)
- Stecken, Paul (1916–2016), deutscher Pferdesportrainer
- Steckenbauer, Georg Christian (* 1972), österreichischer Sozial- und Wirtschaftswissenschaftler und Hochschullehrer in Bayern
- Stecker, Anton (1855–1888), österreichischer Afrikareisender
- Stecker, Bernhard (* 1964), deutscher römisch-katholischer Theologe
- Stecker, Jan (* 1960), deutscher FernsehmoderatorJan Stecker (* 1960)

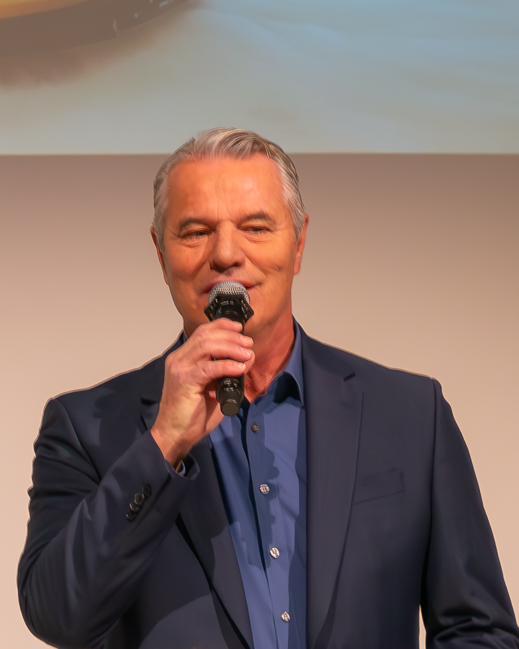
Jan Stecker (* 1960)

- Stecker, Josef (1916–2008), deutscher Jurist und Politiker (CDU), MdL, MdB
- Stecker, Karel (1861–1918), tschechischer Musiktheoretiker und -pädagoge, Organist und Komponist
- Stecker, Martin (* 1958), deutscher Fußballspieler
- Stecker, Raimund (* 1957), deutscher Kunsthistoriker
- Stecker, Sophie (1864–1957), deutsche Textilunternehmerin
- Steckeweh, Hans (1902–1988), deutscher Architekt und Bauforscher
- Steckeweh, Kyra (* 1984), deutsche Pianistin
- Steckhan, Eberhard (1943–2000), deutscher Chemiker und Hochschullehrer
- Steckhan, Hans-Werner (1937–2017), deutscher Jurist und Richter am Bundesarbeitsgericht
- Steckhoven, Adrian van († 1782), niederländischer Gärtner
- Steckkönig, Günter (* 1936), deutscher Automobilrennfahrer und Ingenieur
- Steckle, Robert (1930–2022), kanadischer Ringer
- Stecklein, Lee (* 1994), US-amerikanische Eishockeyspielerin
- Steckler, Ray Dennis (1938–2009), US-amerikanischer Filmregisseur
- Steckling, Wilhelm (* 1947), deutscher Ordensgeistlicher, römisch-katholischer Bischof von Ciudad del Este
- Steckmest, Bernhard (1846–1926), norwegischer Architekt
- Stecknadelbraut (1702–1721), Bayreuther Persönlichkeit
- Steckner, Carl Helmut (1916–2003), deutscher Maler, Fotograf, Journalist und Regionalforscher
- Steckner, Cornelius (* 1948), deutscher Kunst- und Kulturhistoriker
- Steckner, Johannes (* 1966), deutscher Schachspieler

### Stecs
- Stecse († 1214), litauischer Fürst

### Stecy
- Stecyk, Craig (* 1950), US-amerikanischer Fotograf
- Stecyk, Władysław (* 1951), polnischer Ringer

### Stecz
- Steczkowska, Justyna (* 1972), polnische PopmusikerinJustyna Steczkowska (* 1972)

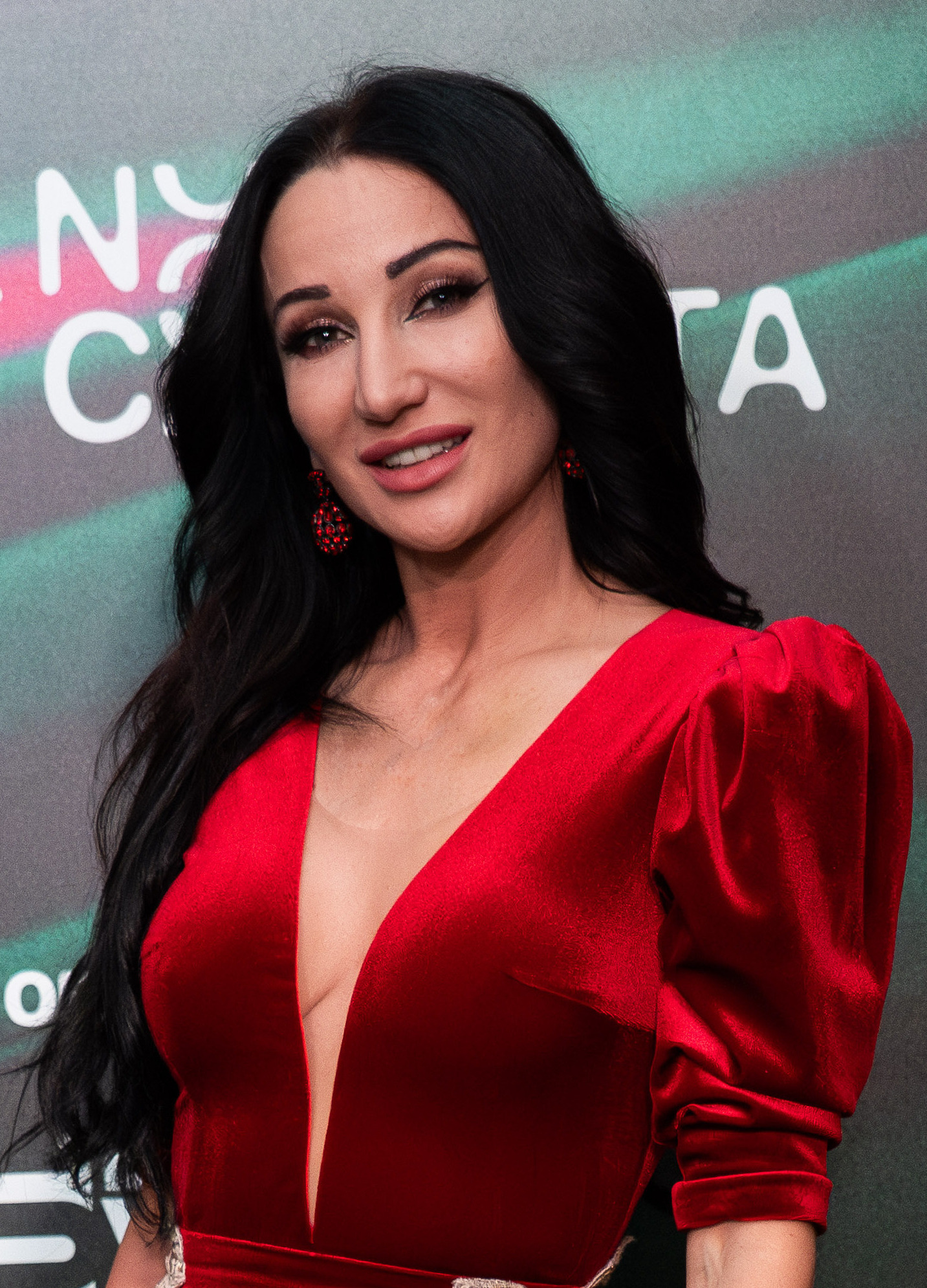
Justyna Steczkowska (* 1972)

- Steczkowski, Jan Kanty (1862–1929), Ministerpräsident Polens
- Steczyk, Dominik (* 1999), polnischer Fußballspieler